# Louis Gohier
Louis-Jérôme Gohier (Semblançay, 27 febbraio 1746 – Eaubonne, 29 maggio 1830) è stato un politico francese, membro del Direttorio al momento del colpo di Stato del 18 brumaio, già ministro della giustizia.
Figlio di un notaio, fu chiamato al barreau di Rennes e qui praticò la professione di avvocato sino a quando fu inviato a rappresentare la città agli Stati Generali del 1789.
Eletto nel dipartimento di Ille-et-Vilaine all'Assemblea legislativa, prese parte attiva alle deliberazioni, protestando contro l'obbligo di giuramento per i religiosi previsto nella Costituzione civile del clero e chiedendo il sequestro dei beni degli émigré.
Segretario generale della Giustizia nell'ottobre 1792, sostituì Garat alla testa del ministero il 20 marzo 1793, e tenne la carica sino al 20 aprile 1794, dando prova di grande dedizione presiedendo agli arresti dei girondini. Presidente dei tribunali civili, poi dei criminali, del dipartimento della Senna, entrò a far parte del Tribunal de cassation sotto il Direttorio.
Il 18 giugno 1799 entrò nel Direttorio al posto di Treilhard; qualche mese più tardi ne divenne presidente.
Sua moglie era amica intima di Giuseppina di Beauharnais, e Napoleone, al ritorno dalla Campagna d'Egitto nell'ottobre 1799, ripetutamente tentò di coinvolgere Gohier nei propri progetti politici.
Il 18 brumaio rifiutò di dimettersi, e cercò invano un incontro con Napoleone nel tentativo di salvare la repubblica; fu invece scortato al Palazzo del Lussemburgo e messo sotto sorveglianza dall'esercito come il suo collega Moulin; al rilascio si ritirò nei suoi possedimenti di Eaubonne.
Stimato da Napoleone Bonaparte, venne da questi descritto nelle Mémoires come «integerrimo e franco».
Nel 1802 fu nominato console generale ad Amsterdam (nella Repubblica Batava), e all'unione del Regno d'Olanda coll'Impero, gli fu offerto un posto analogo negli Stati Uniti. Tuttavia la sua salute lo costrinse a rinunciare e a ritirarsi ad Eaubonne, dove morì anni dopo. Oggi riposa nel Cimitero di Montmartre.